# 池田彩 (歌手)
池田 彩（いけだ あや、1987年8月23日 - ）は、日本の女性歌手、タレント。ダンスボーカルユニットC-ZONEの元メンバー。大阪府茨木市出身。ユニオンミュージックジャパン所属。既婚。2児の母。

## 来歴
専門学校在学中にC-ZONEの加入オーディションに合格。2008年3月、同校を卒業と同時にC-ZONEのメンバーとして活動を開始する。2010年2月、『ハートキャッチプリキュア!』の主題歌「Alright!ハートキャッチプリキュア!」で初めてソロ曲を担当した。2011年12月にC-ZONEを卒業。同年3月、オリジナル曲による路上ライブ活動を開始し、同年11月には初のワンマンライブを行った。翌2012年4月、初のソロアルバムをリリース。
『プリキュアシリーズ』ではテレビシリーズで主題歌（オープニング）を2作品・エンディング曲を1作品で担当した他、クロスオーバー作品の主題歌や挿入歌を多数担当している。また、オンラインゲーム『Finding Neverland Online-聖境伝説-』『晴空物語』でそれぞれテーマソング「Finding my idealism」「晴空物語」をソロで歌い、『やきもち狂想曲』ではテーマ曲「だぁ〜い☆キライ!」を咲岡里奈とデュエットで歌唱しており、アニメ・ゲーム業界とは関わりが深い。
『プリキュアシリーズ』関連以外のオリジナル楽曲では作詞も担当している。
2020年、ソロデビュー10周年を記念し、自身がプロデュースするレーベル「SEYANEN RECORDS」を設立。
2020年11月9日、2017年頃に結婚していたことを公表するとともに、第1子を妊娠したことを発表した。
2021年4月、第一子を出産。
2025年7月2日、同年6月27日に母が死去していたことを公表した。

## 作品

### シングル
| 枚  | 発売日        | タイトル                                                                   | 規格品番  |
| --- | ------------- | -------------------------------------------------------------------------- | --------- |
| 1st | 2012年12月7日 | Road                                                                       | UMCJ-0059 |
| 2nd | 2012年12月7日 | Bubbles／Person                                                            | UMCJ-0062 |
| 3rd | 2013年4月5日  | レディーGO!!／Run&Run                                                      | UMCJ-0069 |
| 4th | 2014年12月5日 | TO JOIN FORCES featuring きただにひろし／そばにいるから featuring 吉田仁美 | UMCJ-0133 |
| 5th | 2015年1月9日  | WE CAN ∞ featuring 伊勢大貴／Lovin' you featuring 五條真由美               | UMCJ-0135 |
| 6th | 2016年3月4日  | BAD BOYS                                                                   | UMCJ-0203 |
| 7th | 2017年4月26日 | 軌跡                                                                       | UMCT-0257 |

### アルバム
| 枚  | 発売日        | タイトル                               | 規格品番                                              |
| --- | ------------- | -------------------------------------- | ----------------------------------------------------- |
| 1st | 2012年4月6日  | episode 1                              | UMCJ-0042（通常盤） UMCJ-0043（イベント限定盤）       |
| 2nd | 2013年6月7日  | episode 2                              | UMCJ-0074（通常盤） UMZJ-0075（DVD付）                |
| 3rd | 2017年12月6日 | episode 3 ～池田 彩の世界一周～        | UMCT-0290                                             |
| 4th | 2018年7月25日 | 池田 彩 BEST ALBUM『ベストにリメイク』 | UMCT-0336～7（通常盤） UMCT-0334～5（イベント限定盤） |

### ミニアルバム
| 枚  | 発売日        | タイトル  | 規格品番  |
| --- | ------------- | --------- | --------- |
| 1st | 2013年10月4日 | interlude | UMCJ-0090 |

### タイアップ
| 楽曲    | タイアップ                                               | 時期   |
| ------- | -------------------------------------------------------- | ------ |
| Road    | チバテレ『高校野球ダイジェスト』2012年オープニングテーマ | 2012年 |
| Road    | OAD『金田一少年の事件簿 黒魔術殺人事件』主題歌           | 2012年 |
| Bubbles | TBSテレビ『がっちりマンデー!!』エンディングテーマ        | 2012年 |

### 参加作品
| 発売日   | タイトル                                                                            | 名義 | 楽曲                                                                       | タイアップ                                                                                 |
| 2010年   | 2010年                                                                              | 2010年 | 2010年                                                                     | 2010年                                                                                     |
| -------- | ----------------------------------------------------------------------------------- | --- | -------------------------------------------------------------------------- | ------------------------------------------------------------------------------------------ |
| 3月17日  | Alright! ハートキャッチプリキュア!/ハートキャッチ☆パラダイス                        | 池田彩 | 「Alright! ハートキャッチプリキュア!」                                     | テレビアニメ『ハートキャッチプリキュア!』オープニングテーマ                                |
| 3月24日  | キラキラkawaii! プリキュア大集合♪〜キボウの光〜/17jewels 〜プリキュアメドレー2010〜 | 池田彩 | 「キラキラkawaii! プリキュア大集合♪〜キボウの光〜」                        | 『映画 プリキュアオールスターズDX2 希望の光☆レインボージュエルを守れ!』オープニングテーマ  |
| 3月24日  | キラキラkawaii! プリキュア大集合♪〜キボウの光〜/17jewels 〜プリキュアメドレー2010〜 | 池田彩 & 工藤真由 | 「17jewels 〜プリキュアメドレー2010〜」                                    | 『映画 プリキュアオールスターズDX2 希望の光☆レインボージュエルを守れ!』エンディングテーマ  |
| 7月22日  | ハートキャッチプリキュア! ボーカルアルバム1 〜大地と海と陽と月と〜                  | 池田彩 & 工藤真由 | 「プリキュアパーティ NOW!!」                                               |                                                                                            |
| 7月22日  | ハートキャッチプリキュア! ボーカルアルバム1 〜大地と海と陽と月と〜                  | 池田彩 | 「変身!」                                                                  |                                                                                            |
| 9月8日   | Tomorrow Song 〜あしたのうた〜                                                      | 池田彩、六ツ見純代、関係各社女性スタッフ有志の皆さん | 「Tomorrow Song 〜あしたのうた〜」                                         | テレビアニメ『ハートキャッチプリキュア!』後期エンディングテーマ                            |
| 9月8日   | Tomorrow Song 〜あしたのうた〜                                                      | 池田彩、工藤真由 | 「HEART GOES ON」                                                          | テレビアニメ『ハートキャッチプリキュア!』挿入歌                                            |
| 10月27日 | 「映画ハートキャッチプリキュア! 花の都でファッションショー…ですか!?」主題歌シングル | 池田彩 with ハートキャッチプリキュア（水樹奈々、水沢史絵、桑島法子、久川綾） | 「Alright! ハートキャッチプリキュア! for the Movie」                       | 『映画 ハートキャッチプリキュア! 花の都でファッションショー…ですか!?』オープニングテーマ   |
| 12月22日 | ハートキャッチプリキュア! ボーカルアルバム2 〜いろとりどりの花言葉〜                | 池田彩 | 「あしたのあたし」                                                         |                                                                                            |
| 12月22日 | ハートキャッチプリキュア! ボーカルアルバム2 〜いろとりどりの花言葉〜                | 池田彩 & 工藤真由 | 「そして、また歩きだそう」                                                 |                                                                                            |
| 2011年   |                                                                                     | |                                                                            |                                                                                            |
| 3月9日   | ラ♪ラ♪ラ♪スイートプリキュア♪/ワンダフル↑パワフル↑ミュージック!!                     | 池田彩 | 「ワンダフル↑パワフル↑ミュージック!!」                                     | テレビアニメ『スイートプリキュア♪』前期エンディングテーマ                                  |
| 4月6日   | キラキラkawaii! プリキュア大集合♪〜いのちの花〜/ありがとうがいっぱい                | キュア・レインボーズ（五條真由美、うちやえゆか、工藤真由、宮本佳那子、茂家瑞季、林桃子、池田彩）                                                                                            | 「ありがとうがいっぱい」                                                   | 『映画 プリキュアオールスターズDX3 未来にとどけ! 世界をつなぐ☆虹色の花』エンディングテーマ |
| 7月20日  | スイートプリキュア♪ ボーカルアルバム1 〜とどけ! 愛と希望のシンフォニー〜            | 工藤真由 & 池田彩 with ハミィ（三石琴乃） | 「ドレミファプリキュア♪」                                                  |                                                                                            |
| 7月20日  | スイートプリキュア♪ ボーカルアルバム1 〜とどけ! 愛と希望のシンフォニー〜            | 池田彩 | 「スイートシンフォニー」                                                   |                                                                                            |
| 7月20日  | スイートプリキュア♪ ボーカルアルバム1 〜とどけ! 愛と希望のシンフォニー〜            | 工藤真由 & 池田彩 | 「スマイルエール」                                                         |                                                                                            |
| 9月7日   | ラ♪ラ♪ラ♪スイートプリキュア♪〜∞UNLIMITED∞ ver.〜/♯キボウレインボウ♯                 | 池田彩 | 「♯キボウレインボウ♯」                                                     | テレビアニメ『スイートプリキュア♪』後期エンディングテーマ                                  |
| 11月30日 | スイートプリキュア♪ ボーカルアルバム2 〜こころをひとつに〜                          | 池田彩 | 「夢色パズル」                                                             |                                                                                            |
| 11月30日 | スイートプリキュア♪ ボーカルアルバム2 〜こころをひとつに〜                          | 工藤真由 & 池田彩 | 「ずっと二人で」                                                           |                                                                                            |
| 11月30日 | スイートプリキュア♪ ボーカルアルバム2 〜こころをひとつに〜                          | チーム スイートプリキュア（キュアメロディ、キュアリズム、キュアビート、キュアミューズ、ハミィ〈三石琴乃〉、工藤真由、池田彩）                                                               | 「ONE〜こころをひとつに〜」                                                |                                                                                            |
| 12月21日 | だぁ〜い☆キライ!                                                                    | 池田彩と咲岡里奈 | 「だぁ〜い☆キライ!」                                                       | テレビアニメ『やきもち狂想曲』主題歌                                                       |
| 2012年   |                                                                                     | |                                                                            |                                                                                            |
| 3月7日   | Let's go!スマイルプリキュア!/イェイ!イェイ!イェイ!                                  | 池田彩 | 「Let's go!スマイルプリキュア!」                                           | テレビアニメ『スマイルプリキュア!』オープニングテーマ                                      |
| 7月18日  | スマイルプリキュア! ボーカルアルバム1 〜ひろがれ! スマイルワールド!!〜              | 池田彩 | 「キミが笑うだけで」                                                       |                                                                                            |
| 7月18日  | スマイルプリキュア! ボーカルアルバム1 〜ひろがれ! スマイルワールド!!〜              | 池田彩 & 吉田仁美 | 「明日のみんなへ」                                                         | ABCラジオ『吉田仁美のプリキュアラジオ キュアキュア♡プリティ』6月エンディングテーマ         |
| 10月24日 | きみという未来                                                                      | 池田彩、吉田仁美 | 「スマイルプリキュア! メドレー」                                           |                                                                                            |
| 11月28日 | スマイルプリキュア! ボーカルアルバム2 〜みんな笑顔になぁれ!〜                       | 池田彩 | 「君がいるから」                                                           |                                                                                            |
| 2013年   |                                                                                     | |                                                                            |                                                                                            |
| 11月6日  | ドキドキ!プリキュア ボーカルアルバム2 〜100%プリキュアDAYS☆〜                       | 池田彩 | 「ドキドキ Power!!!」                                                      |                                                                                            |
| 2019年   |                                                                                     | |                                                                            |                                                                                            |
| 1月23日  | 快盗戦隊ルパンレンジャーVS警察戦隊パトレンジャー VSコンプリートソングコレクション   | 池田彩（Project.R） | 「恋は moon night mystery」                                                |                                                                                            |
| 2020年   |                                                                                     | |                                                                            |                                                                                            |
| 7月15日  | GITADORA EXCHAIN Original Soundtrack                                                | 池田高田 | 「全弦開放(イーマイナーイレブン)」                                         | KONAMIアーケード音楽ゲーム『GITADORA EXCHAIN』収録楽曲                                     |
| 2023年   |                                                                                     | |                                                                            |                                                                                            |
| 11月29日 | プリキュア ボーカルベストBOX 2018-2023                                              | 池田彩、石井あみ、礒部花凜、うちやえゆか、北川理恵、工藤真由、黒沢ともよ、五條真由美、駒形友梨、佐々木李子、林ももこ、仲谷明香、後本萌葉、Machico、宮本佳那子、茂家瑞季、吉田仁美、吉武千颯 | 「DANZEN!ふたりはプリキュア 〜20th Anniversary〜 Precure Singers Edition」 | テレビアニメ「プリキュアシリーズ」関連曲                                                   |
| 11月29日 | プリキュア ボーカルベストBOX 2018-2023                                              | 池田彩、石井あみ、礒部花凜、うちやえゆか、北川理恵、工藤真由、黒沢ともよ、五條真由美、駒形友梨、佐々木李子、林ももこ、仲谷明香、後本萌葉、Machico、宮本佳那子、茂家瑞季、吉田仁美、吉武千颯 | 「シェアして！プリキュア 〜20th Anniversary〜 Precure Singers Edition」    | テレビアニメ「プリキュアシリーズ」関連曲                                                   |

## 出演

### テレビ
- アニメ星人（チバテレビ、2010年4月- 9月）
- アニメ星人 ときめきレシピ（チバテレビ、2010年10月 -  ）
- どれどれトーク（日テレG+、2010年5月）
- アニぱら音楽館（キッズステーション、2010年6月、2012年5月）
- 第2回「キングラン アニソン紅白2010 supported by スカパー!」（2010年12月31日、スカパー!スカチャンHD）
- つながるセブン（J:COM）木曜日アシスタント
- MUSIC JAPAN（NHK総合、2011年3月27日）出演
- 第3回「キングラン アニソン紅白2011 supported by スカパー!」（2011年12月31日、BSスカパー!スカチャン5）
- うたなび!（2013年1月）

### ラジオ
- 東海ラジオミッドナイトスペシャル PaniCrew x DOUBLE!TROUBLE!（東海ラジオ、2012年4月6日 - 2013年6月28日[21]）
- 池田彩の「ナントカ! カントカ!」（FM AICHI、2013年7月2日 - 2014年3月25日）
- Branding Hit TOKAI（FM AICHI、2014年4月1日 - ）[22]

### アニメ
- ハートキャッチプリキュア!（朝日放送、2010年10月17日） - 本人役で特別出演。

### Web
- 池田彩 アメリカライブ紀行（テレ朝動画）[23]
- 池田彩のナントカ!カントカ!（CYTV、2013年10月 - 2014年4月）[24]
- 池田彩だからこその 行け！ダイアリー（『リスアニ!WEB』にて連載、2014年3月 - ）[25]
- 池田彩のアニソン・グランプリ（ニコニコ動画、2014年4月 - 8月）[26][27]
- 池田彩のピストル世界（CYTV、2014年5月 - 2015年1月）[28]

### イベント
- 全プリキュア 20th Anniversary LIVE!（2024年1月20日・21日、横浜アリーナ[29]）